# ویبا
ویبا (انگلیسی: VEBA) شرکت برق آلمانی است، که در سال ۱۹۲۹ تأسیس شد.